# 2(x)ist
2(x)ist è un marchio statunitense di biancheria intima maschile. L'azienda è stata fondata nel 1991 e ha sede a New York.